# Speak white
Speak white (literalmente, habla como los blancos) es una expresión de forma imperativa utilizada históricamente para exigir que se hable inglés y para descalificar el uso de otras lenguas, especialmente en contextos de dominación cultural y lingüística en Canadá. Con connotaciones raciales, la expresión fue empleada principalmente durante el siglo XX contra francófonos canadienses. Adoptada por la literatura nacionalista quebequense, dio nombre a un célebre poema escrito por Michèle Lalonde en 1968.

## Uso histórico de la expresión
Según una versión ampliamente difundida, el primer uso conocido de speak white se remonta al 12 de octubre de 1889, cuando, durante debates en la Cámara de los Comunes de Canadá, diputados anglófonos habrían gritado Speak White al diputado francófono Henri Bourassa. No obstante, según el periodista anglocanadiense William Johnson, este origen pertenece más al mito que a la realidad. El lingüista francocanadiense Gabriel Martin coincide con esa interpretación Según él, la expresión está documentada en Canadá desde la década de 1920, y su uso se intensificó con la crisis de la conscripción de 1942:
Durante la Segunda Guerra Mundial, los debates en torno al reclutamiento obligatorio agudizaron la división entre las dos grandes comunidades lingüísticas del país. Mientras que la mayoría de los anglófonos apoyaba la conscripción, los francófonos se oponían firmemente. En ese contexto, la expresión speak white comenzó a oírse con mayor frecuencia en los entornos militares, dirigida de forma despectiva contra quienes eran calificados de zombies [« muertos vivientes »] o de frogs [« ranas »]. En 1942, el ministro quebequense René Chaloult denunció reiteradamente la presencia del letrero Speak White en ciertos espacios bajo jurisdicción de la Marina Real Canadiense.
Según el lingüista, testimonios de francófonos canadienses que recibieron esta expresión se extienden hasta la década de 1980, siendo su uso marginal en el siglo XXI.
El 7 de marzo de 2007, el periodista Larry Zolf publicó un artículo en inglés titulado «Speak White» en el sitio web de CBC News, donde relata que, durante su infancia en Winnipeg, anglófonos solían gritarle «Speak white» a su madre cuando hablaba con él en yidis. En ese mismo artículo, Zolf critica al entonces candidato liberal, el francófono Stéphane Dion, y le dirige ese mismo «speak white»

## Uso artístico y político despeak white
Entre las décadas de 1950 y 1970, intelectuales nacionalistas tendían a utilizar el campo léxico de la negritud para describir la opresión sufrida por los francófonos de Quebec. El ensayo Nègres blancs d'Amérique de Pierre Vallières compara la discriminación lingüística y socioeconómica sufrida por los quebequenses francófonos con el racismo padecido por los afroestadounidenses y con la colonización ejercida sobre los pueblos dominados por los imperios coloniales. En aquella época, el nacionalismo quebequense adoptaba un enfoque antiimperialista global, donde la negritud era una de sus múltiples facetas, denunciando la opresión de un pueblo sobre otro por medio de su lengua y cultura.
La expresión speak white se popularizó en la literatura quebequense dentro de este contexto. Aparece, por ejemplo, en obras de Yves Thériault en 1954, para denunciar la hegemonía del inglés sobre el yidis, y en Gaston Miron en 1965, para señalar el desprecio anglófono hacia los francófonos.

### Speak Whitede Michèle Lalonde
La expresión inspiró a la poeta quebequense Michèle Lalonde a escribir el poema militante del mismo nombre en octubre de 1968. Publicado inicialmente en diciembre de 1968 en la revista Socialisme, fue leído en público durante la Nuit de la poésie del 27 de marzo de 1970 en Montreal, lo que consolidó su notoriedad. Escrito como un monólogo colectivo, el poema denuncia las relaciones de dominación lingüística, cultural y económica entre anglófonos y francófonos en Quebec. La expresión speak white, usada como título y repetida en el texto, simboliza la marginación lingüística de los francófonos. Fue editado como afiche-poema en 1974 por Éditions de l’Hexagone, y ha sido objeto de traducciones, adaptaciones fílmicas y grabaciones sonoras. También ha generado reinterpretaciones, como Speak What de Marco Micone (1989), que provocó una controversia. Speak White es considerado una obra emblemática de las reivindicaciones identitarias y lingüísticas quebequenses.

### Perspectivas contemporáneas
En el siglo XXI, la legitimidad del uso artístico y político de speak white es objeto de controversia.
La antropóloga Emilie Nicolas, al analizar el poema de Lalonde, sostiene que recurrir al «campo léxico de la negritud para hablar de los francófonos en Canadá» implica «falsas equivalencias» que banalizan la esclavitud y el racismo. Para el periodista Pierre Dubuc, esta postura es «sorprendente» y «totalmente ahistórica», dado que «[a] comienzos de los años 1960, las condiciones [socioeconómicas] de los obreros quebequenses se asemejaban a las de los negros estadounidenses». El lingüista Gabriel Martin señala que Michèle Lalonde buscaba «resaltar la combinación de desprecio lingüístico y racismo implícito en la expresión [speak white]».
En cambio, el sociólogo y periodista anglófono William Johnson considera que el uso artístico de speak white debe ser denunciado como patológico y refleja un «complejo de persecución». Para Gabriel Martin, este uso refleja más bien un «eco impactante de las fricciones identitarias que han marcado la historia de Canadá».